# Kanton Nogent-sur-Oise
Der Kanton Nogent-sur-Oise ist seit 2015 ein französischer Wahlkreis in den Arrondissements Clermont und Senlis, im Département Oise und in der Region Hauts-de-France; sein Hauptort ist Nogent-sur-Oise.

## Gemeinden
Der Kanton besteht aus sechs Gemeinden mit insgesamt 39.530 Einwohnern (Stand: 1. Januar 2022) auf einer Gesamtfläche von 33,45 km²:
| Gemeinde               | Einwohner 1. Januar 2022 | Fläche km² | Dichte Einw./km² | Code INSEE | Postleitzahl | Arrondissement |
| ---------------------- | ------------------------ | ---------- | ---------------- | ---------- | ------------ | -------------- |
| Cauffry                | 2.669                    | 4,74       | 563              | 60134      | 60290        | Clermont       |
| Laigneville            | 4.846                    | 8,53       | 568              | 60342      | 60290        | Clermont       |
| Mogneville             | 1.495                    | 3,91       | 382              | 60404      | 60140        | Clermont       |
| Monchy-Saint-Éloi      | 2.161                    | 3,88       | 557              | 60409      | 60290        | Clermont       |
| Nogent-sur-Oise        | 21.859                   | 7,46       | 2.930            | 60463      | 60180        | Senlis         |
| Villers-Saint-Paul     | 6.500                    | 4,93       | 1.318            | 60684      | 60870        | Senlis         |
| Kanton Nogent-sur-Oise | 39.530                   | 33,45      | 1.182            | 6016       | –            | –              |